# Матильда д’Артуа
Мати́льда (Маго́) д’Артуа́ (фр. Mathilde (Mahaut) d’Artois, ок. 1268 — 27 октября 1329, Париж) — владетельная графиня Артуа, тёща королей Филиппа V Длинного и Карла IV Красивого. Первая женщина, ставшая пэром Франции (1309 год).

## Происхождение
Была дочерью Роберта II Благородного, графа Артуа, и его первой жены Амиции де Куртене (1250—1275), сеньоры де Конш. Таким образом, и по отцовской, и по материнской линии Маго происходила из французской королевской династии Капетингов. Её дед со стороны отца, граф Артуа Роберт I Добрый, был сыном короля Людовика VIII Льва. Дед со стороны матери, сир Пьер де Куртене де Конш (1218—1250) по отцовской линии был внуком Пьера I, сеньора де Куртенэ, младшего сына короля Людовика VI Толстого.

## Биография
В 1291 году Маго была выдана замуж за пфальцграфа Бургундии Оттона IV. Вскоре между Оттоном и французским королём Филиппом IV Красивым был заключён договор, по которому Жанна Бургундская, старшая дочь Оттона и Маго, должна была вступить в брак со вторым сыном короля Филиппа IV и принести тому в качестве приданого Бургундию. Таким образом, мужское потомство Маго и её мужа лишалось возможности наследовать Бургундское графство. В качестве компенсации, французское правительство подтвердило права Маго на графство Артуа, которое она в 1302 году унаследовала от своего отца. Это привело к её вражде с племянником, Робертом III д’Артуа, который также претендовал на графство. Между ними неоднократно возникали тяжбы (1309, 1318), которые Маго всякий раз выигрывала. Этому во многом способствовало её родство с королевским домом, а также то, что она играла важную роль во французском королевстве.
В 1307 году, во исполнение старого договора, две старшие дочери Маго были выданы замуж за двух младших сыновей короля Филиппа IV Красивого — будущих королей Филиппа V Длинного и Карла IV Красивого.
В 1309 году, выиграв первую тяжбу с племянником, Маго была провозглашена пэром Франции как законная графиня Артуа.
В 1314 году её дочери были обвинены в супружеской измене и заточены в замке Шато-Гайар, после чего положение Маго при французском дворе пошатнулось. Однако, она сохранила определенное влияние на нового короля, Людовика X Сварливого. В частности, по мнению Жана Фавье, графиня Артуа сыграла не последнюю роль в событиях, разыгравшихся весной 1315 года, когда был осужден и казнен выдающийся французский политик Ангерран де Мариньи.
В том же 1315 году, в ходе общего феодального брожения после смерти короля Филиппа Красивого, дворяне графства Артуа восстали против Маго, обвинив её в злоупотреблении властью. Их мятеж был подавлен осенью 1316 года старшим зятем графини Маго (будущим королём Филиппом V, в тот момент регентом Франции).
После восхождения Филиппа V на престол, Маго была обвинена в преступных действиях, якобы совершённых ею в его интересах. В частности, ей приписывали отравление королей Людовика X и Иоанна I. Против неё в 1317 году был начат судебный процесс, но при поддержке короля Филиппа V 9 октября 1317 года она была оправдана. Её права на графство Артуа король также подтвердил повторно.
Впоследствии она продолжала управлять графством Артуа, а также принимала участие в управлении Бургундским графством, которым с 1315 года владела её дочь Жанна Бургундская.
В 1328 году на французский престол вступил король Филипп VI, который состоял в дружбе с племянником и противником Маго, Робертом III д’Артуа. Над ней нависла угроза новой тяжбы. В 1329 году Маго прибыла в Париж, чтобы уяснить своё положение, но через несколько дней, 27 октября, неожиданно умерла. Возникли слухи, что она была отравлена по приказу Роберта или самого короля.
Впоследствии в убийстве Маго обвинялась её особо приближенная придворная дама Беатриса д’Ирсон, которая якобы действовала в интересах Роберта д’Артуа.
В слегка приукрашенном виде, этот и другие факты, которые касались борьбы за графство Артуа между Маго и её племянником, были подробно описаны М. Дрюоном в его знаменитой эпопее «Проклятые короли».
Маго была похоронена 30 октября 1329 года в аббатстве Мобюиссон, рядом со своей второй дочерью Бланкой.

## Маго в искусстве
Маго д’Артуа является одной из героинь цикла исторических романов «Проклятые короли» французского писателя Мориса Дрюона, а также двух французских сериалах-экранизациях. В сериале «Проклятые короли» (фр. «Les Rois maudits») 1972 года роль Маго исполняла актриса Элен Дюк, а в одноимённом сериале 2005 года — Жанна Моро.

## Семья и дети
Муж: с 1 мая 1291 Оттон IV (ок. 1248 — 26 марта 1303), пфальцграф Бургундии (Франш-Конте).
Дети:
- Жанна (ок. 1293 — 21 января 1330), пфальцграфиня Бургундии с 1310, графиня Артуа с 1329; муж: с января 1307 Филипп V Длинный (ок. 1292/1293 — 3 января 1322), пфальцграф Бургундии с 1310, граф Пуатье с 1311, король Франции и Наварры с 1316.
- Бланка (1296 — апрель 1326); муж: с апреля 1308 (развод 7 сентября 1322) Карл IV Красивый (18 июня 1294 — 1 февраля 1328), граф де Ла Марш с 1314, король Франции и Наварры с 1322.
- Роберт Молодой (1300—1315), титулярный пфальцграф Бургундии с 1303.